# 多治見電灯所
合名会社多治見電灯所（ごうめいかいしゃ たじみでんとうしょ）は、明治末期から大正にかけて存在した日本の電力会社である。現在の岐阜県多治見市に本社を置き、東濃地方西部に電気を供給した。
元は雑貨商加藤喜平の個人経営による事業で、1906年（明治39年）に開業。1910年（明治43年）に合名会社化され、小会社のまま事業を拡大した。1924年（大正13年）に岡崎電灯との提携によって株式会社化され中部電力株式会社と称す。1930年（昭和5年）に岡崎電灯が改組した同名の会社に合併され消滅した。
株式会社化後の中部電力は、1951年発足の中部電力の管内に存在した事業者であるが、直接的な繋がりはない。同社や合併相手となった岡崎の中部電力と区別するためにしばしば「中部電力（多治見）」と表記される。

## 沿革

### 開業
多治見電灯所の創業者は、岐阜県土岐郡多治見町（現・多治見市）で雑貨商「北丸屋」を営む加藤喜平（2代目、1928年没）である。喜平は家業の傍ら土岐川（庄内川）支流の生田川に水車を所有して陶土の粉砕を手掛けていたところ、豪雨のたびに水車が流出するのを見て電気動力の利用を思い立ったという。喜平は京都市の蹴上発電所を視察するなど研究を重ね、1902年（明治35年）4月に電気事業の経営を出願、9月29日にその許可を得た。
許可を得た喜平は、多治見と東隣の土岐津町（現・土岐市）の境界付近に位置する土岐川の狭窄部（「川戸峡」と呼ばれる）にて水力発電所の建設に取り掛かった。事業には、喜平の弟加藤乙三郎（初代、1864 - 1926年）夫妻も参加。工事中の1904年（明治37年）7月には弟夫婦の間に後に中部電力第3代社長となる輝三郎（1926年2代目乙三郎を襲名、1989年没）が生まれている。発電所工事は難工事続きで、資金面でも建設資金が尽きて加藤家では家財の処分を余儀なくされたという。発電所は1906年（明治39年）に竣工。同年1月からは電灯供給の申込み受付を開始し、配電工事に着手した。そして同年10月18日開業に至った（逓信省の資料に基づく。『多治見市史』では9月29日に初めて点灯とある）。
開業時の供給区域は多治見町と隣の可児郡豊岡町のうち市街地のみで、1906年末時点での電灯取付数は1,030灯であった。また同年11月30日、加藤景光をたたえる「美濃陶祖碑」の建碑式が多治見の平野公園で開催された際、碑にイルミネーションを施し、町中の祝賀行事に賑わいを添えた。平野公園は高台にあるため離れた集落からもその明かりが見えたという。

### 合名会社時代
1910年（明治43年）7月、「合名会社多治見電灯所」が加藤喜平から事業を譲り受けた。同社は2年先立つ1908年（明治41年）6月2日付で多治見町に設立されたもので、加藤喜平・乙三郎兄弟が計5万円を出資。初め喜平が、1914年（大正3年）からは弟の乙三郎が代表を務めた。合名会社組織となった直後の第1回事業報告書によると、取付電灯数は3,532灯で、7馬力と少量ではあるが動力用電力の供給もあった。また供給区域には多治見・豊岡両町のほか周辺の池田村（現・多治見市）や下石村・妻木村（現・土岐市）、東方の泉村（同）・瑞浪村・土岐村（現・瑞浪市）が加わっている。ただし妻木村については1912年（明治45年）に妻木電気が設立されたため区域外となった。
土岐川に竣工した第一発電所の出力は当初150キロワット、1911年（明治44年）より225キロワットであったが、多治見電灯所が抱える需要に対しこの発電力は過大であった。にもかかわらず1910年代初頭から、従来の炭素線電球（発光部分＝フィラメントに炭素線を用いる白熱電球）に替えて消費電力が3分の1程度で済む金属線電球（発光部分にタングステン線を用いる白熱電球）が普及し始める。さらに1911年に多治見において照明（ガス灯）・動力の分野で競合する都市ガス計画が浮上し、実際に1913年（大正2年）に多治見瓦斯として開業する。こうした競合会社の出現や余剰電力の増加という状況下、多治見電灯所は1913年より製陶業向けに電動ろくろの宣伝を始めた。
1914年（大正3年）、尾張坂の製陶所に電動ろくろが6台設置された。これがこの地方の製陶業界における最初の電動力利用事例である。当時電動ろくろは手動ろくろに比べ6 - 7倍も高価であり、零細事業者の多い業界であるためその導入は重い負担ではあったが、第一次世界大戦による大戦景気が普及を後押しした。電灯の本格的な普及も同時期であり、製陶業の急速な電動力化進行とあわせて需要の急増をもたらしたが、かえって供給力不足を招いて電灯・電力の双方で満足な供給ができなくなったという。多治見電灯所では土岐川支流の小里川（おりがわ）での水力開発を急ぎ、一つの発電所計画であったものを3分割し順次着工、1918年（大正7年）3月に第二発電所（出力135キロワット）を、1922年（大正11年）8月には第三発電所（出力180キロワット）をそれぞれ完成させた。
電力不足は土岐郡内で営業するほかの事業者（妻木電気・駄知町営）でも同様であったため、その解決を目指して1917年（大正6年）に土岐郡会が動いた。郡会では、名古屋市の名古屋電灯が木曽川や矢作川に発電所を建設して土岐郡を通過する送電線を架設する計画を持っていたことから（開発部門は後に分社化され木曽電気製鉄を経て大同電力となる）、同社から受電して郡内の事業者へと配電するという郡営電気事業を起業すると決めた。1920年（大正9年）10月に郡営電気事業が開業し、多治見電灯所では郡から100キロワットを受電するようになった。

### 株式会社時代
1924年（大正13年）1月27日、資本金200万円（80万円払込）にて中部電力株式会社が多治見町に設立され、同年2月に多治見電灯所の事業を譲り受けた。この合名会社から株式会社への改組は当時大口供給の開拓に積極的であった愛知県岡崎市の電力会社岡崎電灯との提携によるものであり、株式の半数を同社が所持した。当初の経営陣は社長加藤乙三郎、専務杉浦銀蔵（岡崎電灯社長）である。
提携翌年の1925年（大正14年）に岡崎電灯からの受電が始まる。同年9月には小里川で3つ目の発電所として第四発電所（出力200キロワット）が完成した。以後発電所の新設はないが、翌1926年（大正15年）に土岐川の第一発電所の改修工事が終了し、出力264キロワットとなった。逓信省の資料によると、1930年6月末時点での電源は発電所4か所・総出力779キロワットに土岐郡電気事業組合（旧・郡営）・大同電力・岡崎電灯からの受電1,950キロワットを加えた2,729キロワットであった。また1929年9月時点での供給実績は電灯3万7492灯・電力1958.25馬力であった。
1930年（昭和5年）、名古屋市や豊橋市に供給する大手電力会社東邦電力（名古屋電灯の後身）と岡崎電灯の提携が纏まり、2月に新会社「中部電力株式会社」が岡崎市に設立された（以下「中部電力（岡崎）」と記す）。同社を基準に愛知県三河地方における事業再編が進められ、岡崎電灯の吸収合併と東邦電力豊橋営業所区域の統合作業が進められていく。その途上、多治見の中部電力と新会社中部電力（岡崎）の合併も決定、4月7日の中部電力（岡崎）株主総会で議決される。合併条件は、存続会社の中部電力（岡崎）は資本金を440万円増資し新規発行株式を解散する中部電力（多治見）の株主に対して持株1株につき2.2株の割合で交付するというものであった。同年8月1日に中部電力（岡崎）と岡崎電灯の合併が成立したのに続き、8月25日付で中部電力（多治見）との合併も成立し、同日中部電力（多治見）は解散した。

### 年表
- 1902年（明治35年）9月29日 - 多治見町の雑貨商加藤喜平に対し電気事業経営許可。
- 1906年（明治39年）10月18日 - 多治見町・豊岡町を供給区域として開業。
- 1910年（明治43年）7月 - 加藤喜平から合名会社多治見電灯所（1908年6月2日設立）へ事業譲渡。
- 1918年（大正7年）3月 - 小里川の第二発電所運転開始。
- 1920年（大正9年）10月 - 土岐郡営電気事業からの受電開始。
- 1922年（大正11年）8月 - 小里川の第三発電所運転開始。
- 1924年（大正13年）2月 - 岡崎電灯との提携により中部電力株式会社へ改組。
- 1925年（大正14年）9月 - 小里川の第四発電所運転開始。
- 1930年（昭和5年）8月25日 - 中部電力（岡崎）へ合併し解散。

## 供給区域一覧
中部電力（岡崎）との合併前、1930年3月末時点における供給区域は以下の17町村であった。
- 岐阜県土岐郡
  - 多治見町・市之倉村（現・多治見市）
  - 泉町・土岐津町・下石町・肥田村（現・土岐市）
  - 瑞浪町・土岐町・稲津村（現・瑞浪市）
- 岐阜県可児郡
  - 豊岡町・小泉村・池田村（現・多治見市）
- 岐阜県恵那郡
  - 陶村（現・瑞浪市）
  - 鶴岡村大字田代・吉田村・三濃村大字横通（現・恵那市）
- 愛知県西加茂郡
  - 小原村大字東市野々・小（現・豊田市）

中部電力（多治見）を合併した中部電力（岡崎）は、その後1937年（昭和12年）8月に親会社東邦電力へ合併される。しかし東邦電力は翌1938年（昭和13年）8月、上記の多治見区域を新設の中部合同電気へと引き渡した。さらに4年後の1942年（昭和17年）4月には配電統制に伴い中部合同電気は中部電力（1951年設立）の前身である中部配電に統合されており、多治見区域の管轄事業者は短期間に次々と変わった。

## 発電所一覧
運転していた発電所は以下の4か所。いずれも水力発電所である。
| 発電所名        | 出力 (kW)     | 所在地・河川名                                                | 所在地・河川名                         | 運転開始   | 備考                                     |
| --------------- | ------------- | ------------------------------------------------------------- | -------------------------------------- | ---------- | ---------------------------------------- |
| 第四            | 200           | 恵那郡陶村（現・瑞浪市） （河川名：庄内川水系小里川）         | 北緯35度19分45.8秒 東経137度18分34.7秒 | 1925年9月  | 1926年「小里川第三」へ改称 1993年3月廃止 |
| 第二            | 135           | 恵那郡陶村（現・瑞浪市） （河川名：庄内川水系小里川・猿爪川） | 北緯35度19分34.4秒 東経137度18分19.5秒 | 1918年3月  | 1926年「小里川第二」へ改称 1993年3月廃止 |
| 第三            | 180           | 恵那郡陶村（現・瑞浪市） （河川名：庄内川水系小里川）         | 北緯35度19分32.6秒 東経137度17分44.4秒 | 1922年8月  | 1926年「小里川第一」へ改称 1993年3月廃止 |
| 第一 （土岐川） | 150 →225 →264 | 土岐郡土岐津町（現・土岐市） （河川名：庄内川〈土岐川〉）     | 北緯35度21分4.7秒 東経137度9分39.7秒   | 1906年10月 | 1911年・1926年7月出力増強 2001年3月廃止  |